# Pirata hiroshii
Pirata hiroshii là một loài nhện trong họ Lycosidae.
Loài này thuộc chi Pirata. Pirata hiroshii được Hozumi Tanaka miêu tả năm 1986.